# Voglio stare sotto al letto
Voglio stare sotto al letto è un film del 1999 diretto da Bruno Colella.
La pellicola ha come protagonisti Giorgio Pasotti, Rocco Papaleo, Mario Scaccia e Michelle Hunziker e vede la piccola partecipazione di una giovane Manuela Arcuri.

## Trama
A Milano, Leonardo Corazzi, giovane appassionato di teatro, al termine di uno spettacolo consegna un proprio testo al famoso attore Giordani. Questi lo rinvia all'agente/impresario Peppino Calise, che ha l'ufficio a Roma. Leonardo parte subito per la capitale e qui ha modo di leggere il testo a Calise, che lo ascolta dormendo. Quando si sveglia, dice che il lavoro è molto interessante, che se ne può fare uno spettacolo e invita l'assistente Vincenzo ad occuparsi di tutti i dettagli organizzativi. Intanto decide che tutti e tre andranno a parlare con Giordani, che si trova in vacanza sulla riviera adriatica. Si mettono in macchina e cominciano un viaggio caratterizzato da molte soste. Calise sembra non avere alcuna fretta, ed è soprattutto attratto dalla possibilità di avvicinare ragazze di varia età. Una sera a Rimini Leonardo, che comincia ad essere un po' preoccupato, conosce Paola, va con lei ad una festa, la rivede il giorno dopo. Quando riescono ad appartarsi nella stanza d'albergo, da sotto il letto spunta Calise, che vuole osservare la scena. Paola se ne va irritata. Si rimettono in movimento, ma la situazione non cambia. Leonardo viene incaricato di contattare ragazze per fare provini, una famiglia li ospita a pranzo e Calise fa strane proposte alle figlie, avvicinano delle prostitute di colore e Leonardo, che non vuole saperne, finisce invece in commissariato come protettore. Finalmente arrivano da Giordani e, quando la cosa sembra impossibile, si ricomincia a parlare di lavoro. In autunno la commedia va in scena con successo. Arriva anche Paola, che si riconcilia con Leonardo. I due rimangono di nuovo soli, sentono dei rumori, capiscono c'è ancora Calise ma stavolta fanno finta di niente.